# Polelassothys
Polelassothys är ett släkte av fjärilar. Polelassothys ingår i familjen tandspinnare.
Kladogram enligt Catalogue of Life:
| Polelassothys | \| \| Polelassothys abyssinica \| \| \| \| \| \| Polelassothys callista \| \| \| \| \| \| Polelassothys plumitarsus \| \| \| \| |
|               | \| \| Polelassothys abyssinica \| \| \| \| \| \| Polelassothys callista \| \| \| \| \| \| Polelassothys plumitarsus \| \| \| \| |
|               | Polelassothys abyssinica |
|               | |
|               | Polelassothys callista |
|               | |
|               | Polelassothys plumitarsus |
|               | |